# Райжяйская мечеть
Райжяйская мечеть (лит. Raižių mečetė) — деревянная мечеть, расположенная в селе Райжяй Алитусского уезда в Литве. Мечеть была единственной, которая действовала в советское время. На данный момент остаётся открытой, и во время больших праздников здесь собираются местные мусульманские религиозные собрания. Служит центром деятельности для 500 татар, проживающих в селе.
С 1999 года мечеть признана объектом культурного наследия (уникальный код 24828). В селе Райжяй есть несколько татарских кладбищ, где похоронены польско-литовские татары и мусульмане других национальностей.

## История
Мечеть впервые упоминается в источниках, датированных 1663 годом, нынешняя мечеть построена в 1889 году. Отремонтирована в 1993 году. В мечети находится самый старый сохранившийся минбар Речи Посполитой (построен в 1686 году).
В 2010 году в ознаменование 500-летия Грюнвальдской битвы возле мечети (построенной Йонасом Навикасом) были установлены двое солнечных часов, одни из которых показывают местное время, вторые — в Грюнвальде.